# Хелхи (Елцький повіт)
Хелхи (пол. Chełchy, нім. Chelchen) — село в Польщі, у гміні Елк Елцького повіту Вармінсько-Мазурського воєводства.
Населення — 442 особи (2011).
У 1975-1998 роках село належало до Сувальського воєводства.

## Демографія
Демографічна структура станом на 31 березня 2011 року:
|          | Загалом | Допрацездатний вік | Працездатний вік | Постпрацездатний вік |
| -------- | ------- | ------------------ | ---------------- | -------------------- |
| Чоловіки | 232     | 66                 | 156              | 10                   |
| Жінки    | 210     | 47                 | 132              | 31                   |
| Разом    | 442     | 113                | 288              | 41                   |